# Pima (Arizona)
Pima és una població dels Estats Units a l'estat d'Arizona. Segons el cens del 2007 tenia 2.068 habitants.

## Demografia
Segons el cens del 2000, Pima tenia 1.989 habitants, 663 habitatges, i 521 famílies La densitat de població era de 303,5 habitants/km².
Dels 663 habitatges en un 42,5% hi vivien nens de menys de 18 anys, en un 63,3% hi vivien parelles casades, en un 10,6% dones solteres, i en un 21,4% no eren unitats familiars. En el 18,4% dels habitatges hi vivien persones soles el 10,3% de les quals corresponia a persones de 65 anys o més que vivien soles. El nombre mitjà de persones vivint en cada habitatge era de 3 i el nombre mitjà de persones que vivien en cada família era de 3,43.
Per edats la població es repartia de la següent manera: un 34,3% tenia menys de 18 anys, un 9,8% entre 18 i 24, un 23,4% entre 25 i 44, un 18,3% de 45 a 60 i un 14,2% 65 anys o més.
L'edat mediana era de 30 anys. Per cada 100 dones de 18 o més anys hi havia 89,8 homes.
La renda mediana per habitatge era de 30.985 $ i la renda mediana per família de 34.900 $. Els homes tenien una renda mediana de 31.765 $ mentre que les dones 21.042 $. La renda per capita de la població era de 12.896 $. Aproximadament el 15% de les famílies i el 19,4% de la població estaven per davall del llindar de pobresa.

## Poblacions més properes
El següent diagrama mostra les poblacions més properes.